# Canada’s Drag Race
Drag Race (Drag Race Kanada) – kanadyjski program telewizyjny typu reality show oparty na amerykańskim programie RuPaul’s Drag Race. Jest to kanadyjska edycja franczyzy Drag Race, wyprodukowaną przez Blue Ant Studios. Podobnie jak w amerykańskiej wersji, program przedstawia rywalizację drag queens o nagrodę główną w wysokości 100 000 dolarów i tytuł „Canada’s Next Drag Superstar”. Seria emitowana jest na kanadyjskim kanale Crave, brytyjskim BBC Three i na całym świecie na WOW Presents Plus.
Canda’s Drag Race jest czwartą po Drag Race Thailand, The Switch Drag Race (Chile) i RuPaul’s Drag Race UK; międzynarodową wersją Drag Rac’u. Dwa miesiąco po ogłoszeniu produkcji kanadyjskiej wersji program, RuPaul’s Drag Race Down Under został ogłoszony. Canada’s Drag Race był pierwszą anglojęzyczną iteracją Drag Race, która nie była prowadzona przez RuPaul. Mimo tego RuPaul pojawia się w wiadomościach wideo skierowanych do zawodników, a także prowadzi sekwencję tytułową. Gospodarzem serii jest finalista jedenastego sezonu RuPaul’s Drag Race Brooke Lynn Hytes. Pozostali sędziowie to Brad Goreski i Traci Melchor. W roli sędziów wystąpili również Amanda Brugel, Jeffrey Bowyer-Chapman i Stacey McKenzie.
Premiera pierwszego odcinka pierwszego sezonu odbyła się 2 lipca 2020. Uczestnicy zostali ogłoszeni 14 maja 2020 roku. Trzeci sezon ogłoszono 10 listopada 2021 roku, premiera odbyła się 14 lipca 2022 roku.
Program został pozytywnie odebrany przez krytyków i wygrał 12 nagród Canadian Screen Awards.

## Produkcja

### Sezon 1
Przesłuchania odbyły się w połowie 2019 roku, a produkcja rozpoczęła się jesienią 2019 roku. Sezon inauguracyjny składał się z dziesięciu jednogodzinnych odcinków.. W czerwcu 2020 roku ogłoszono, że serial będzie emitowany przez BBC Three w Wielkiej Brytanii. Początkowo program miał być również emitowany na OutTV. Ostatecznie Canda’s Drag Race nie był emitowany na tym kanale w pierwszym przebiegu. 5 grudnia odbył się maraton serialu, a wszystkie odcinki zostały udostępnione do streamingu 3 grudnia w ramach usługi subskrypcyjnej OutTV, OutTV Go.
W Stanach Zjednoczonych serial miał premierę na WOW Presents Plus, serwisie streamingowym firmy produkcyjnej RuPaul’s Drag Race – World of Wonder, równolegle z kanadyjskim debiutem. Następnie ukazał się na Logo TV 27 lipca 2020 roku.
In August 2021, it was announced that the Season 1 queens would be featured in a Canada’s Drag Race Anniversary Extravaganza reunion special, airing on Crave September 6, 2021 in advance of the second season launch. The special included the premiere of a new music video from Priyanka’s Taste Test EP, as well as an introduction to the second season judging panel.

### Sezon 2
W styczniu 2021 roku zapowiedziano produkcję drugiego sezonu. Jednocześnie ogłoszono, że komik i producent Trevor Boris dołączy do produkcji w roli głównego producenta. Przed premierą drugiego sezonu doszło do zmian w składzie jury. Bowyer-Chapman (ze względu na konflikt harmonogramu z innym projektem) oraz McKenzie (ze względu na ograniczenia w podróżowaniu związane z pandemią COVID-19.) musieli zrezygnować z roli sędziów.
W panelu sędziowskim drugiego sezonu znaleźli się stylista mody Brad Goreski, aktorka Amanda Brugel oraz Traci Melchor.

### Sezon 3
W trzecim sezonie panel sędziowski został ponownie zmieniony, składał się wyłącznie z Hytesa, Goreskiego i Melchora.

### Sezon 4
W listopadzie 2022 roku zapowiedziano czwarty sezon, którego emisja ma nastąpić w 2023 roku.

## Jurorzy

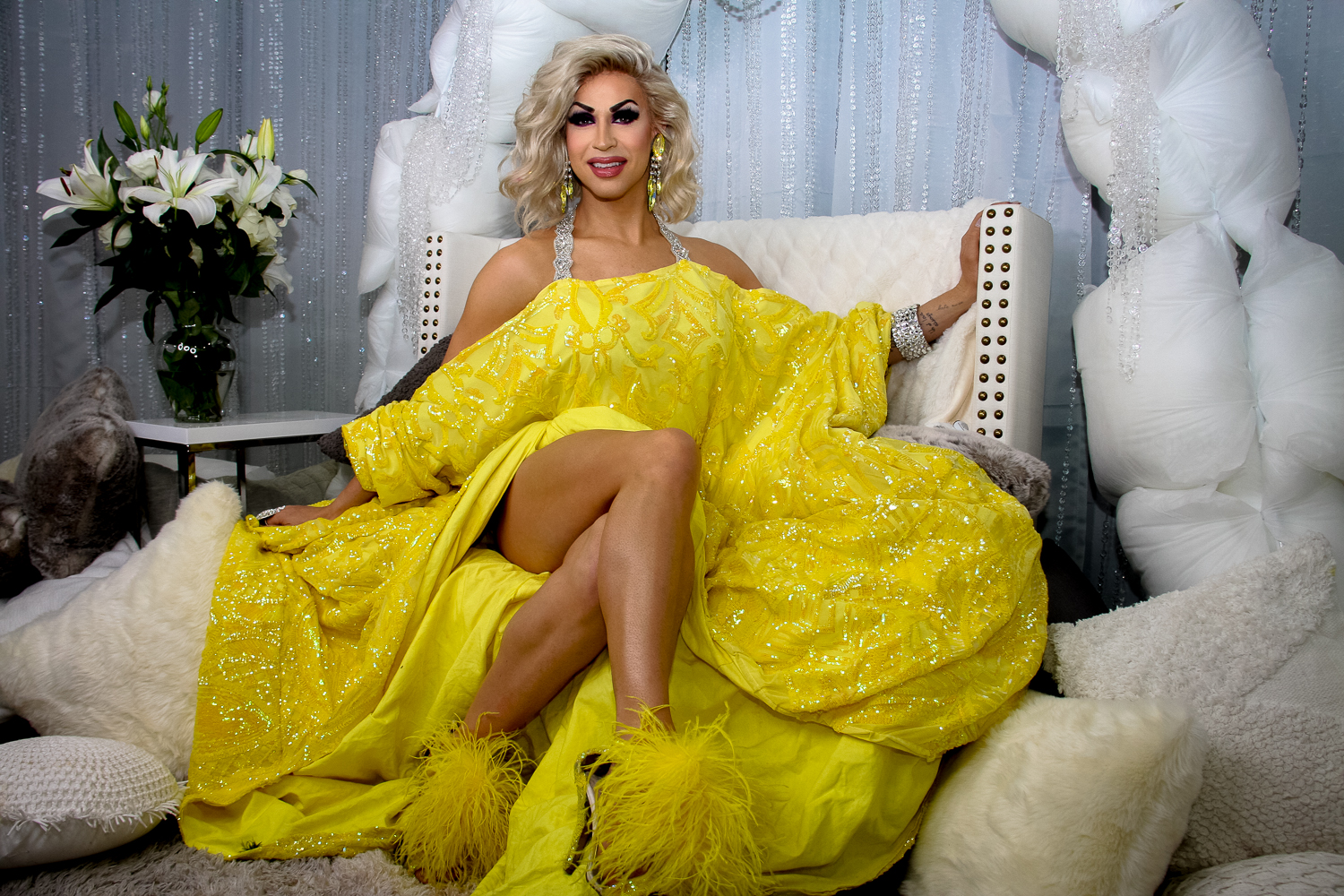
Brooke Lynn Hytes

26 września 2019 roku ogłoszono, że w panelu sędziowskim pierwszego sezonu zasiadać będą: finalista 11 sezonu RuPaul’s Drag Race Brooke Lynn Hytes, aktor Jeffrey Bowyer-Chapman i modelka Stacey McKenzie. Traci Melchor pojawi się jako powracający członek obsady, z tytułem „Canada’s Squirrel Friend”;. W pierwszym sezonie, w ramach swojej roli, udzielała wsparcia w wyzwaniach między innymi poprzez sędziowanie w mini-wyzwaniu Canada Gay-M oraz w konkursie Miss Loose Jaw, prowadzenie segmentu czerwonego dywanu SheTalk przed Snatch Game. Melchor poprowadziła również gościnnie finał sezonu. Hytes był pierwszym wcześniejszym uczestnikiem RuPaul’s Drag Race, który pojawił się w panelu sędziowskim w którejkolwiek z edycji programu.
W drugim sezonie doszło do znaczących zmian a składzie jury. W panelu sędziowskim drugiego sezonu znaleźli się Brooke Lynn Hytes, stylista mody Brad Goreski, aktorka Amanda Brugel oraz Traci Melchor (więcej informacji w sekcji Sezon 2). W trzecim sezonie sędziami byli: Hytes, Goreski i Melchor.
| Jurorzy                | Sezon              | Sezon  | Sezon  |
| Jurorzy                | 1                  | 2      | 3      |
| ---------------------- | ------------------ | ------ | ------ |
| Brooke Lynn Hytes      | Główny             | Główny | Główny |
| Jeffrey Bowyer-Chapman | Główny             |        |        |
| Stacey McKenzie        | Główny             |        |        |
| Traci Melchor          | Powracająca postać | Główny | Główny |
| Amanda Brugel          | Gość               | Główny |        |
| Brad Goreski           |                    | Główny | Główny |

## Uczestnicy
Spis uczestników w języku angielskim.
W Canada’s Drag Race do tej pory wzięło udział 36 uczestników.

## Przegląd serii
| Sezon | Premiera             | Finał           | Zwycięzca      | Finaliści               | Miss Publiczności | Liczba uczestników | Nagroda główna                                                                                            |
| ----- | -------------------- | --------------- | -------------- | ----------------------- | ----------------- | ------------------ | --- |
| 1     | 2 lipca 2020         | 3 września 2020 | Priyanka       | Rita Baga Scarlett BoBo | –                 | 12                 | - 100 000 dolarów - równowartość rocznego pobytu w hotelu Hilton - Tytuł Canada’s First Drag Superstar    |
| 2     | 14 października 2021 | 16 grudnia 2021 | Icesis Couture | Kendall Gender Pythia   | Suki Doll         | 12                 | - 100 000 dolarów - Zapas kosmetyków od Shoppers Drug Mart - Tytuł Canada’s Next Drag Superstar           |
| 3     | 14 lipca 2022        | 8 września 2022 | Gisèle Lullaby | Jada Shada Hudson       | Vivian Vanderpuss | 12                 | - 100 000 dolarów od Trojan - Zapas kosmetyków od Shoppers Drug Mart - Tytuł Canada’s Next Drag Superstar |

## Kontrowersje
W trakcie trwania serialu producenci i rywalizujące królowe wypowiedzieli się przeciwko nękaniu w sieci, po tym jak Bowyer-Chapman i niektóre z rywalizujących królowych spotkały się z falą hejtu w mediach społecznościowych Bowyer-Chapmana był krytykowany za rzekomo niesprawiedliwe komentarze wobec królowych. Kilka królowych zostało zaatakowanych, ponieważ poradziły sobie lepiej w zadaniach lub lipsync’ach niż inne królowe z większą ilością fanów.
W drugim sezonie cover singlal „Happiness” Alexis Jordan w wykonaniu KAPRI został użyty w jednym z lip sync’ów. Wywołało to pewną dyskusję wśród fanów, ponieważ nagrania KAPRI nie dało się znaleźć w żadnym sklepie muzycznym lub platformie streamingowej. Sytuacja doprowadziła do niepotwierdzonych spekulacji, że podczas produkcji programu użyto oryginalnego nagrania, a cover został nagrany później, kiedy doszło do problemów z prawami autorskimi.

## Dyskografia
| Tytuł                                                       | Sezon |
| ----------------------------------------------------------- | ----- |
| „Not Sorry Aboot It”                                        | 1     |
| „U Wear It Well” (Cast Version; Queens of the North Ru-Mix) | 1     |
| „Under the Big Top”                                         | 2     |
| "Bye, Flop!”                                                | 2     |
| „Queen of the North” (Remix)                                | 2     |
| „Squirrels Trip: The Rusical”                               | 3     |
| „True North Strong and Fierce”                              | 3     |

## Odbiór
W grudniowym przeglądzie roku 2020, kanadyjski magazyn przemysłu filmowego i telewizyjnego Playback nazwał Canada’s Drag Race najlepszym programem bez scenariusza roku 2020. Program był najwyżej ocenianą oryginalną produkcją w historii Crave.

## Nagrody i nominacje
| Nagroda                            | Data             | Kategoria | Nominowani | Wynik     |
| ---------------------------------- | ---------------- | --- | --- | --------- |
| Canadian Screen Awards             | 17–20 maja 2021  | Best Reality/Competition Program or Series (Najlepszy program lub serial reality/konkursowy)                                              | Michael Kot, Laura Michalchyshyn, Betty Orr, Mike Bickerton, Pam McNair, RuPaul Charles, Fenton Bailey, Randy Barbato, Tom Campbell, Randy Lennox, Tracey Pearce                 | Wygrana   |
| Canadian Screen Awards             | 17–20 maja 2021  | Best Host or Presenter in Factual or Reality/Competition (Najlepszy gospodarz lub prezenter w filmie fabularnym lub reality/konkursie)    | Jeffrey Bowyer-Chapman, Brooke Lynn Hytes, Stacey McKenzie | Wygrana   |
| Canadian Screen Awards             | 17–20 maja 2021  | Best Casting (Najlepszy casting) | Heather Muir | Nominacja |
| Canadian Screen Awards             | 17–20 maja 2021  | Best Direction in a Reality/Competition Series (Best Direction in a Reality/Competition Series)                                           | Shelagh O’Brien – „U Wear It Well” | Wygrana   |
| Canadian Screen Awards             | 17–20 maja 2021  | Best Writing in a Reality/Competition Series (Najlepszy scenariusz w serialu reality/konkursowym)                                         | Mike Bickerton, Elvira Kurt, Jen Markowitz – „Welcome to the Family” | Wygrana   |
| Canadian Screen Awards             | 17–20 maja 2021  | Best Sound in a Non-Fiction Series (Najlepszy dźwięk w serialu niefabularnym)                                                             | John Diemer, Scott Brachmeyer, Daniel Hewett, Dane Kelly, Sarah Labadie, Carlo Scrignaro, Rob Taylor – „U Wear It Well”                                                          | Nominacja |
| Canadian Screen Awards             | 17–20 maja 2021  | Best Production Design or Art Direction in a Non-Fiction Series (Najlepsza scenografia lub reżyseria artystyczna w serialu niefabularnym) | Peter Faragher – „Eh-Laganza Eh-Xtravaganza” | Wygrana   |
| Canadian Screen Awards             | 17–20 maja 2021  | Best Supporting Performance in a Web Program or Series (Najlepsza drugoplanowa rola w programie lub serialu internetowym)                 | Priyanka – Drag Ball | Nominacja |
| Canadian Screen Awards             | 17–20 maja 2021  | Best Host in a Web Program or Series (Najlepszy gospodarz w programie lub serialu internetowym)                                           | Traci Melchor – Drag Ball | Nominacja |
| Canadian Screen Awards             | 17–20 maja 2021  | Audience Choice Award (Nagroda Publiczności)                                                                                              | Priyanka | Nominacja |
| American Reality Television Awards | 8 lipca 2021     | International Reality Series (Międzynarodowy Serial Reality Show)                                                                         | Canada’s Drag Race | Nominacja |
| Canadian Screen Awards             | 10 kwietnia 2022 | Best Reality/Competition Program or Series (Najlepszy program lub serial reality/konkursowy)                                              | Pam McNair, Betty Orr, Trevor Boris, Laura Michalshyshyn, Michael Kot, Fenton Bailey, Randy Barbato, Tom Campbell, RuPaul Charles, Justin Stockman, Jen Markowitz, Spencer Fritz | Wygrana   |
| Canadian Screen Awards             | 10 kwietnia 2022 | Best Variety or Entertainment Special | Manny Groneveldt, John Simpson, Natalie Lambert, Marcelle Edwards – Canada’s Drag Race Anniversary Extravaganza                                                                  | Wygrana   |
| Canadian Screen Awards             | 10 kwietnia 2022 | Best Direction, Reality/Competition (Najlepsza reżyseria)                                                                                 | Shelagh O’Brien – „Under the Big Top” | Wygrana   |
| Canadian Screen Awards             | 10 kwietnia 2022 | Best Writing, Lifestyle or Reality/Competition (Najlepszy scenariusz)                                                                     | Brandon Ash-Mohammed – „Screech” | Wygrana   |
| Canadian Screen Awards             | 10 kwietnia 2022 | Best Picture Editing, Reality/Competition (Najlepszy montaż obrazu)                                                                       | Lindsay Ragone – „Screech” | Nominacja |
| Canadian Screen Awards             | 10 kwietnia 2022 | Best Picture Editing, Reality/Competition (Najlepszy montaż obrazu)                                                                       | Baun Mah – „The Snatch Game” | Wygrana   |
| Canadian Screen Awards             | 10 kwietnia 2022 | Best Picture Editing, Reality/Competition (Najlepszy montaż obrazu)                                                                       | Peter Topalovic – „Under the Big Top” | Nominacja |
| Canadian Screen Awards             | 10 kwietnia 2022 | Best Sound, Non-Fiction (Najlepszy dźwięk, Non-Fiction)                                                                                   | John Diemer, Rob Taylor, Phil Nagy, Eric Leigh, Dane Kelly, Sarah Labadie – „Under the Big Top”                                                                                  | Nominacja |
| Canadian Screen Awards             | 10 kwietnia 2022 | Best Casting, Non-Fiction (Najlepszy casting, Non-Fiction)                                                                                | Heather Muir | Wygrana   |
| Canadian Screen Awards             | 10 kwietnia 2022 | Best Host or Presenter, Factual or Reality/Competition (Najlepszy gospodarz lub prezenter)                                                | Brooke Lynn Hytes, Traci Melchor, Amanda Brugel, Brad Goreski | Wygrana   |